# José Eguía Careaga
José Eguía Careaga (San Sebastián, 1930 - Canarias, 2024) fue un sacerdote y jurista filántropo impulsor de todo tipo de servicios para personas con discapacidad.
Inició su actividad dedicada a discapacitados intelectuales para ampliarlo posteriormente a otros colectivos sociales necesitados de ayuda.

## Biografía
José tenía un hermano con una discapacidad intelectual, lo que probablemente hizo que dedicara su vida a mejorar las condiciones de vida de éste colectivo social tan poco visibilizado  por la sociedad a lo largo del siglo XX.
En 1960 puso en marcha y lideró la Asociación Atzegi para personas con discapacidad intelectual. Para ello, su familia  cedió gratuitamente varias fincas donde se asentaron las primeras realizaciones de la Asociación.
En 1962 crearon el primer centro educativo en Villa Careaga. Años después se trasladó al Patronato  San Miguel en el parque de Miramón.
En 1964, consciente de la necesidad de aglutinar esfuerzos con otras provincias españolas, contribuyó a la creación de La Federación Española de Asociaciones en favor de las personas con discapacidad intelectual, hoy denominada Plena Inclusión.
En 1967, en una villa de su propiedad, ubicó el primer Centro en España para minusválidos profundos. Tras 22 años de funcionamiento la Diputación Foral de Guipúzcoa asumió su gestión.
En 1972 constituyó la Fundación Eguía-Careaga (SiiS) cuya finalidad es la aplicación de los más avanzados criterios científicos y técnicos para diferentes discapacidades y Servicios Sociales en general.
Extendió su acción al ámbito general español creando una delegación en Madrid.
El afianzamiento de sus iniciativas que consiguió a lo largo de los años contribuyeron a mejorar el bienestar de muchísimas personas  necesitadas de ayuda y sus familias.
La sociedad guipuzcoana siempre ha mostrado su reconocimiento a este ilustre ciudadano.